# Waar is De Mol?
Waar is De Mol? was een televisieprogramma dat wordt uitgezonden door SBS6 en gepresenteerd wordt door Johnny de Mol. Het programma ging in 2008 van start en de eerste aflevering was op 24 februari van dat jaar te zien. In 2020 maakte De Mol bekend er (tijdelijk) mee te stoppen.

## Seizoen 1
De Mol werd gevraagd het programma te maken maar verbond hieraan wel enkele eisen. Het programma moest actie bevatten, in het buitenland plaatsvinden en hij wilde met bekende Nederlanders op reis. In een reeks van acht afleveringen trok hij in Afrika van land naar land, waarbij acht bekende Nederlanders elkaar vervingen. Samen met De Mol maakten de bekende sterren een avontuurlijke reis door bekend en onbekend terrein. Hierbij werden herinneringen opgehaald en nieuwe indrukken opgedaan. Daarbij kwam het bij elke ster weleens tot een grote uitdaging. De bekende sterren zijn op de een of andere manier verbonden met het land of de regio waarheen zij afreizen. Ze zijn er bijvoorbeeld opgegroeid, wonen er of hebben door een goed doel een band met het land. De selectie van gasten werd door De Mol zelf gedaan.

### Afleveringen
1. Hanna Verboom in Kenia
2. Lange Frans in Zuid-Afrika
3. Doutzen Kroes in Uganda
4. Filemon Wesselink in Egypte
5. Ilonka Elmont in Uganda
6. Humberto Tan in Tanzania
7. Jennifer Hoffman in zuidelijk Zuid-Afrika
8. Michael Boogerd in Zambia

## Seizoen 2
De Mol zelf wilde voor het tweede seizoen onder anderen presentator Paul de Leeuw, zanger Dinand Woesthoff en actrice Katja Schuurman meenemen op reis. Uiteindelijk kwam geen van de drie voor in het programma. De tante van De Mol, Linda de Mol, kwam het tweede seizoen wel voor in het programma.

### Afleveringen
1. Wilfred Genee in Brazilië
2. Linda de Mol in Italië
3. Waldemar Torenstra in India
4. Hans Klok in Las Vegas
5. Kim Feenstra in Indonesië
6. Yuri van Gelder in Namibië

## Seizoen 3
In het derde seizoen nam De Mol bekende Nederlanders mee naar landen of gebieden die voor hen een speciale betekenis hebben. Zo bezocht hij met Beau van Erven Dorens Schotland en ging hij met Nicolette Kluijver naar Borneo. Met Jeroen van Koningsbrugge reisde De Mol naar Australië en met Frans Bauer naar Texel. Peter R. de Vries besloot naar Ghana te gaan en Frederique van der Wal ontvluchtte New York om met De Mol naar Ecuador te gaan. Met Leontine Borsato vloog De Mol naar Japan en met Sanne Hans maakte hij een road trip over de Route 61.

### Afleveringen
1. Beau van Erven Dorens in Schotland
2. Jeroen van Koningsbrugge in Australië
3. Nicolette Kluijver in Borneo
4. Frans Bauer op Texel
5. Frederique van der Wal in Ecuador
6. Peter R. de Vries in Ghana
7. Leontine Borsato in Japan
8. Sanne Hans in Amerika

## Seizoen 4
Het vierde seizoen werd uitgezonden vanaf 20 september 2010 en telde acht afleveringen.

### Afleveringen
1. Patty Brard in West-Papoea
2. Bridget Maasland in Suriname
3. Danny de Munk in Spanje
4. Ali B in Marokko
5. Laura Jansen in Mexico
6. René Froger in Engeland
7. Dennis Weening in Canada
8. Lieke van Lexmond in Botswana

## Seizoen 5
Het vijfde seizoen was vanaf 7 september 2011 te zien bij SBS6 en telt 8 afleveringen.

### Afleveringen
1. Irene Moors in New York
2. Johan Derksen in Texas
3. Katja Römer-Schuurman in Mongolië
4. Paul de Leeuw in Berlijn en Polen
5. Yolanthe Sneijder-Cabau op Ibiza
6. Estelle Gullit in Costa Rica en Panama
7. Guus Meeuwis in Duitsland
8. Angela Schijf in Argentinië

## Seizoen 6
Seizoen 6 begon op 22 oktober 2012.

### Afleveringen
1. Marco Borsato in Dubai en Malediven
2. Heleen van Royen in de VS
3. Caroline Tensen in Nepal
4. Ben Saunders in Thailand
5. Robert ten Brink in Sicilië
6. Teun Kuilboer in Nieuw-Zeeland
7. Tatjana Šimić in Kroatië
8. Winston Gerschtanowitz in Polen

## Seizoen 7
Het 7de seizoen begon op 21 augustus 2013 in Barcelona met René van der Gijp.

### Afleveringen
1. René van der Gijp in Barcelona
2. Jan Smit in Noorwegen
3. Olcay Gulsen in Turkije
4. Bram Moszkowicz in Israël
5. Gers Pardoel in Japan
6. Daphne Deckers in Italië
7. Floortje Dessing in Nevada
8. Najib Amhali in Marokko

## Seizoen 8
Na een periode van 5 jaar bij RTL keerde Johnny de Mol weer terug naar SBS. Waar is de Mol? is een van de programma's die hij voor de zender maakt en hiermee terugkeert voor een achtste seizoen. Het 8ste seizoen begon op 30 oktober 2018. Verschil met de voorgaande seizoenen is dat Johnny niet op reis gaat met één persoon maar dat deze nog iemand uitnodigt om mee te gaan. Dit kan een goede vriend of een familielid zijn.

### Afleveringen
1. Humberto Tan samen met zijn dochter Isa in Canada (30-10-18)
2. Victor Mids met twee vrienden in Amerika (06-11-2018)
3. Ronald Koeman met zijn zoon Tim in Argentinië (13-11-2018)
4. Ellie Lust en haar tweelingzus Marja op een roadtrip door Scandinavië (20-11-2018)
5. Lil' Kleine met zijn vader en vriendin in Tanzania (27-11-2018)
6. Georgina Verbaan met haar vader en goede vriend Patrick Martens in Indonesië (04-12-2018)